# Begonia sect. Rostrobegonia
Begonia secc. Rostrobegonia es una sección del género Begonia, perteneciente a la familia de las begoniáceas, a la cual pertenecen las siguientes especies:

## Especies
| - Begonia bequaertii - Begonia engleri - Begonia johnstonii - Begonia keniensis - Begonia nyassensis - Begonia rostrata - Begonia rumpiensis - Begonia schliebenii - Begonia sonderana - Begonia wollastonii |